# Эшмуназор I

Сидон в составе Ахеменидской державы (около 500 года до н. э.)

Эшмуназор I (Эшмуназар I, Анис; финик. , др.-греч. Ἀνύσος) — царь Сидона в последней трети VI — начале V века до н. э.

## Биография
Эшмуназор I — первый известный по имени правитель Сидона после казнённого в 676 году до н. э. ассирийцами царя Абдмильката. Сидонский царь в 590-х годах до н. э. участвовал в мятеже против властителя Нововавилонского царства Навуходоносора II (Иер. 27:3), а ещё какие-то сидонские правители в середине 580-х годов до н. э. и около 570 года до н. э. находились при дворе этого монарха, но их имена в исторических источниках не упоминаются.
До своего вступления на престол Эшмуназор I был жрецом богини Астарты. При поддержке персов он стал правителем Сидона. При этом он не прекращал выполнять и свои жреческие обязанности. Предполагается, что восшествие Эшмуназора I на престол, вероятнее всего, состоялось приблизительно около 530 года до н. э. Также существует мнение, относящее это событие к середине VI века до н. э.

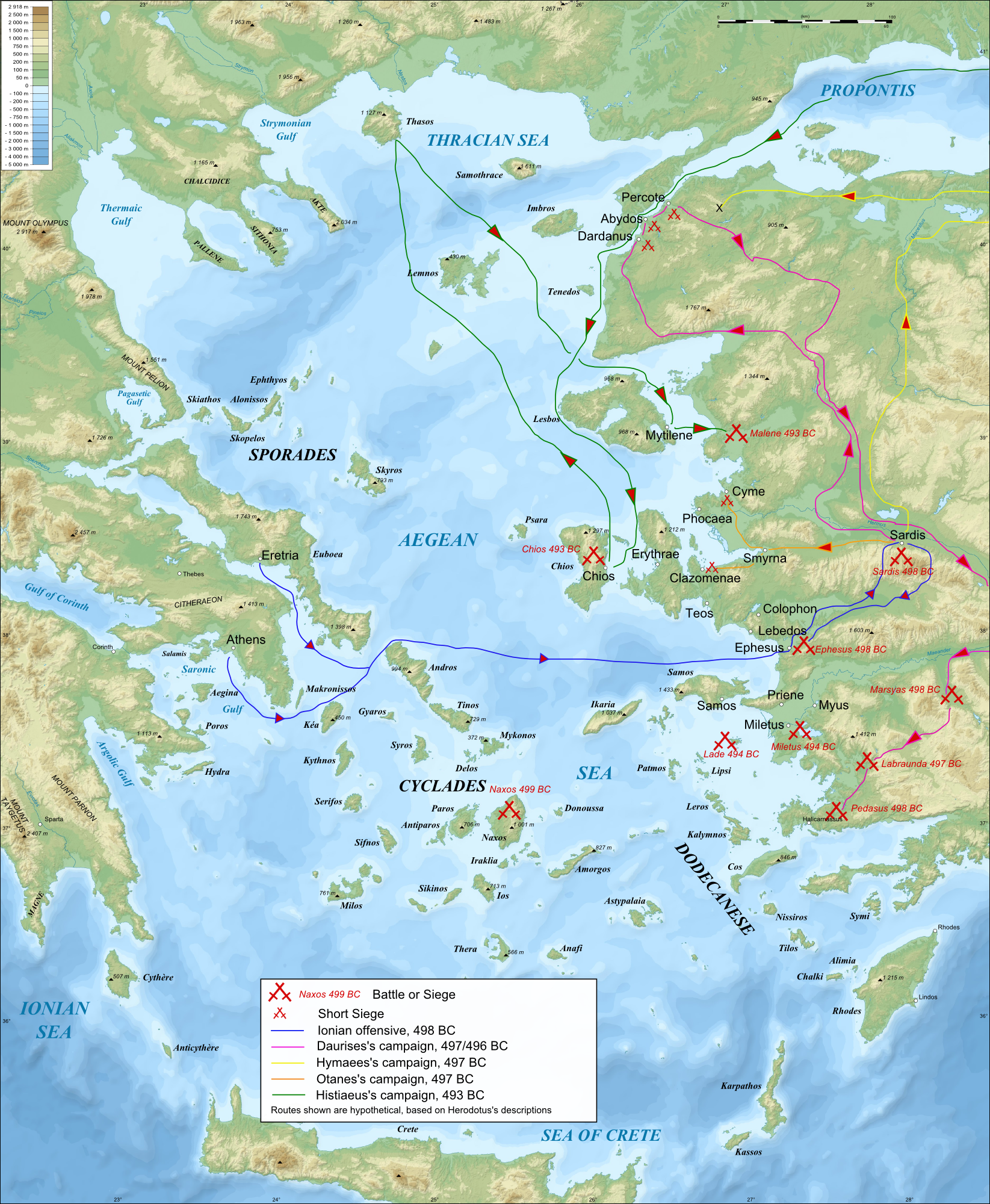
Ионийское восстание

Ко времени правления Эшмуназора I, вероятно, относится утверждение Сидона как наиболее влиятельного города Финикии. Ранее эту роль играл Тир, но отпадение от него его колоний, произошедшее в середине VI века до н. э., очень сильно снизило значение этого города в средиземноморской торговле. Сохранение верности Ахеменидам, своим верховным властителям, позволило царям Сидона получить значительные средства, которые были направлены на строительство или реконструкцию культовых сооружений.
В VI—V веках до н. э. финикийские корабли составляли основу военного флота Ахеменидской державы. По свидетельству Геродота, из них наиболее боеспособными были суда из Сидона. Первое упоминание об участии сидонских кораблей в военных компаниях Ахеменидов относится к 525 году до н. э., когда царь Камбис II осуществил поход в Египет. Финикийский флот также принял активное участие в подавлении Ионийского восстания. В том числе, в «Истории» Геродота упоминается о значительной роли, которую финикийцы сыграли в победе над греками в сражении при Ладе в 494 году до н. э. Предполагается, что финикийцы также могли участвовать и в походе Мардония в Грецию в 492 году до н. э., во время которого персидский флот потерпел большой урон от бури у полуострова Афон.
После проведения Дарием I административной реформы Ахеменидской державы Финикия, Сирия, Палестина и Кипр составили сатрапию Заречье. Центром её стал Сидон.
После смерти Эшмуназора I власть над Сидоном унаследовал его сын Табнит I. Амаштарт, дочь Эшмуназора, по традиции финикийских монархов стала супругой своего единокровного брата. Потомки Эшмуназора I правили Сидоном, по крайней мере, до середины IV века до н. э.

## Комментарии
1. ↑  Табнит упоминается в «Истории» Геродота под именем Тетрамнест. Здесь же названо и имя его отца — Анис[15].